# Mark Polansky
Mark Lewis Polansky (ur. 2 czerwca 1956 w Paterson) – amerykański astronauta, inżynier, pilot wojskowy, oficer United States Air Force.

## Wykształcenie i służba wojskowa
- 1974: ukończył szkołę średnią (John P. Stevens High School) w Edison w stanie New Jersey.
- 1978: na Uniwersytecie Purdue uzyskał licencjat w zakresie inżynierii lotniczej i kosmicznej oraz magisterium w dziedzinie lotnictwa i astronautyki; po studiach rozpoczął służbę wojskową
- 1980: uzyskał kwalifikacje pilota wojskowego w bazie lotniczej Vance w Oklahomie; następnie rozpoczął trzyletnią służbę w bazie Langley Field w Wirginii; był pilotem samolotów F-15 i F-5
- 1983–1985: pełnił służbę w bazach: Clark na Filipinach i Nellis w Nevadzie
- 1986: odbył kurs w Szkole Pilotów Doświadczalnych Sił Powietrznych (USAF Test Pilot School) w bazie lotniczej Edwards w Kalifornii
- 1987–1992: służył w bazie Eglin na Florydzie, gdzie zajmował się testowaniem awioniki i uzbrojenia samolotów F-15, F-15E i A-10
- 1992: odszedł z czynnej służby wojskowej i rozpoczął pracę w NASA.

Jako pilot wylatał ponad 5000 godzin na więcej niż trzydziestu typach samolotów.

## Kariera astronauty
- 1992: w sierpniu rozpoczął pracę w NASA jako pilot doświadczalny i inżynier lotniczy; został skierowany do Wydziału Operacji Lotniczych (Aircraft Operations Division) w Johnson Space Center; zajmował się nauczaniem astronautów-pilotów techniki lądowania wahadłowca; za sterami samolotu T-38 szkolił astronautów – pilotów i specjalistów misji – techniki pilotażu
- 1994: zgłosił się do naboru do 15. grupy astronautów NASA; znalazł się wśród 122 finalistów, ale komisja kwalifikacyjna odrzuciła jego kandydaturę
- 1 maja 1996: został członkiem 16. grupy astronautów NASA; przyjęto wówczas 43 osoby, m.in. 9 cudzoziemców
- 1998: jesienią zakończył dwuletnie szkolenie podstawowe i uzyskał kwalifikacje pilota wahadłowca; później został skierowany do Astronaut Support Personnel, grupy wsparcia załóg m.in. podczas startów i lądowań wahadłowców
- 2001: od 7 do 20 lutego  uczestniczył w locie STS-98 na pokładzie wahadłowca Atlantis; później był jednym z operatorów łączności (CapCom) w centrum kierowania lotem w houstońskim JSC
- 2002: od kwietnia do grudnia był szefem działu łączności z załogami (CapCom Branch), a w sierpniu został wyznaczony do swojej kolejnej misji; powierzono mu funkcję pilota w załodze wyprawy STS-117; start promu był zaplanowany na wrzesień 2003; jednakże po katastrofie wahadłowca Columbia plan lotów został gruntownie zmieniony i misję wielokrotnie przesuwano; nastąpiły także zmiany w składach załóg
- 2003: od kwietnia był przez blisko osiem miesięcy szefem instruktorów astronautów
- luty 2005: powierzono mu dowództwo misji STS-116
- 10–22 grudnia 2006: uczestniczył w dwunastodniowej wyprawie STS-116
- 11 lutego 2008: został wyznaczony na dowódcę misji STS-127[1]
- 15–31 lipca 2009: odbył swoją trzecią wyprawę kosmiczną jako dowódca misji STS-127, realizowanej przez załogę wahadłowca Endeavour
- czerwiec 2012: odszedł z szeregów NASA

### Misja STS-98 (Atlantis F-23)
7 lutego 2001 po raz pierwszy poleciał w kosmos. Był pilotem wahadłowca podczas wyprawy STS-98, którą dowodził Kenneth Cockrell. W składzie załogi znajdowali się ponadto specjaliści misji: Robert Curbeam (MS-1), Marsha Ivins (MS-2) oraz Thomas D. Jones (MS-3). Podstawowym zadaniem wyznaczonym astronautom było dostarczenie na Międzynarodową Stację Kosmiczną (ISS) modułu Destiny. Dwa dni po starcie, 9 lutego, prom przycumował do stacji. 10 lutego dwójka astronautów przez ponad siedem i pół godziny pracowała na zewnątrz ISS. W tym czasie za pomocą manipulatora RMS załoga przemieściła z ładowni moduł Destiny i przyłączyła go do stacji orbitalnej. Podczas drugiego, blisko siedmiogodzinnego spaceru kosmicznego, który miał miejsce 12 lutego, Curbeam i Jones zainstalowali na nowym module łącznik PMA-2. Dwa dni później podczas trzeciego wyjścia w otwarty kosmos obaj astronauci w ciągu ponad pięciu godzin skontrolowali połączenia hydrauliczne systemu chłodzenia Destiny, zainstalowali nową antenę oraz przetestowali mały plecak napędowy SAFER (Simplified Aid For EVA Rescue). 16 lutego prom odłączył się od stacji orbitalnej i po dwukrotnym przesunięciu terminu przyziemienia 20 lutego wylądował w kalifornijskiej bazie Edwards.

## Wykaz lotów
| Loty kosmiczne, w których uczestniczył Mark Polansky            | Loty kosmiczne, w których uczestniczył Mark Polansky | Loty kosmiczne, w których uczestniczył Mark Polansky | Loty kosmiczne, w których uczestniczył Mark Polansky | Loty kosmiczne, w których uczestniczył Mark Polansky | Loty kosmiczne, w których uczestniczył Mark Polansky | Loty kosmiczne, w których uczestniczył Mark Polansky |
| Nr                                                              | Data startu                                          | Data lądowania                                       | Statek kosmiczny                                     | Funkcja                                              | Czas trwania                                         |                                                      |
| --------------------------------------------------------------- | ---------------------------------------------------- | ---------------------------------------------------- | ---------------------------------------------------- | ---------------------------------------------------- | ---------------------------------------------------- | ---------------------------------------------------- |
| 1                                                               | 7 lutego 2001                                        | 20 lutego 2001                                       | STS-98 Atlantis F-23                                 | Pilot misji                                          | 12 dni 21 godzin 20 minut i 3 sekundy.               |                                                      |
| 2                                                               | 10 grudnia 2006                                      | 22 grudnia 2006                                      | STS-116 Discovery F-33                               | Dowódca misji                                        | 12 dni 20 godzin 44 minuty i 24 sekundy              |                                                      |
| 3                                                               | 15 lipca 2009                                        | 31 lipca 2009                                        | STS-127 Endeavour F-23                               | Dowódca misji                                        | 15 dni 16 godzin 44 minuty i 58 sekund               |                                                      |
| Łączny czas spędzony w kosmosie – 41 dni 10 g. 49 min i 25 sek. |                                                      |                                                      |                                                      |                                                      |                                                      |                                                      |

## Odznaczenia
- Meritorious Service Medal
- Air Force Commendation Medal – trzykrotnie
- Universal Astronaut Insignia za lot orbitalny (nr 398) – Stowarzyszenie Uczestników Lotów Kosmicznych (Association of Space Explorers(inne języki))[3]

## Pozostałe informacje
- Ojciec Marka Polansky'ego – Irving – był pochodzenia żydowskiego. Natomiast przodkowie jego urodzonej na Hawajach matki – Edith – wywodzą się z Korei.
- Astronauta nosi przydomek „Roman”. Zyskał go ze względu na zbieżność jego nazwiska z nazwiskiem reżysera Romana Polańskiego.